# FINA 수영 월드컵
FINA 수영 월드컵은 국제 수영 연맹(FINA)가 주관하는 쇼트 코스 국제 수영 대회이다. 월드컵 대회는 1988/89 사즌부터 시작되었으며 FINA 회원국 모두에게 개방되어 있다.
월드컵 시리즈는 대부분의 나라에서 롱 코스 대회가 주로 열리는 여름을 피해 전통적으로 북반구의 겨울(10월에서 2월)에 열려왔다.
시리즈 종합 성적 1-3위까지 선수에게는 상금이 수여된다.